# Eudorylas macrocercus
Eudorylas macrocercus är en tvåvingeart som beskrevs av José Albertino Rafael 1997. Eudorylas macrocercus ingår i släktet Eudorylas och familjen ögonflugor. Inga underarter finns listade i Catalogue of Life.